# Olympische Sommerspiele 1956/Teilnehmer (China)
| Gelbes Symbol für Goldmedaillen mit stilisierten Olympischen Ringen | Graues Symbol für Silbermedaillen mit stilisierten Olympischen Ringen | Braundes Symbol für Bronzemedaillen mit stilisierten Olympischen Ringen |
| ------------------------------------------------------------------- | --------------------------------------------------------------------- | ----------------------------------------------------------------------- |
| —                                                                   | —                                                                     | —                                                                       |

Die Republik China nahm an den Olympischen Sommerspielen 1956 im australischen Melbourne mit einer Delegation von 20 männlichen Sportlern an 13 Wettkämpfen in fünf Sportarten teil.
Jüngster Athlet war der Gewichtheber Bu-Beng Ko (19 Jahre und 125 Tage), ältester Athlet war der Boxer Shih-Chuan Lee (24 Jahre und 350 Tage). Es war die erste Teilnahme des Landes an Olympischen Sommerspielen.

## Teilnehmer nach Sportarten

### Basketball
- Ergebnisse
Vorrunde: Gruppe C, vier Punkte, 216:249 Punkte, Rang drei, nicht für das Halbfinale qualifiziert
83:76-Sieg gegen Südkorea
62:85-Niederlage gegen Uruguay
71:88-Niederlage gegen Bulgarien
Spiele um die Plätze neun bis 15: Gruppe eins, sechs Punkte, 218:189 Punkte, Rang eins
67:64-Sieg gegen Singapur
86:73-Sieg gegen Australien
65:52-Sieg gegen Thailand
Rang elf
- Kader
Tsu-Li Chen
Kok-Ching Chien
Willie Chu
Cha-Pen Hoo
Lam-Kwong Lai
Jing-Huan Ling
Hor-Kuay Loo
Suet-Fong Tong
Yet-An Wu
James Yap
Pi-Hock Yung

### Boxen
- Shih-Chuan Lee
  - Weltergewicht

Rang neun
Runde eins: Niederlage gegen Nicholas André aus Südafrika nach Punkten

### Gewichtheben
- Bu-Beng Ko
  - Mittelgewicht

Finale: 325,0 kg, Rang zwölf
Militärpresse: 90,0 kg, Rang 15
Reißen: 100,0 kg, Rang 13
Stoßen: 135,0 kg, Rang zwölf

- Jose-Ning Lim
  - Federgewicht

Finale: Wettkampf nicht beendet (DNF)
Militärpresse: 87,5 kg, Rang 18
Reißen: kein gültiger Versuch

- Re-Nado Song
  - Bantamgewicht

Finale: 287,5 kg, Rang neun
Militärpresse: 85,0 kg, Rang neun
Reißen: 85,0 kg, Rang neun
Stoßen: 117,5 kg, Rang acht

### Leichtathletik
- Te-Sheng Ling
  - Weitsprung

Qualifikationsrunde: 7,11 Meter, Rang 16, nicht für das Finale qualifiziert
Runde eins: 6,85 Meter
Runde zwei: 6,74 Meter
Runde drei: 7,11 Meter

- Cheng-Fu Tsai
  - 400 Meter Hürden

Runde eins: ausgeschieden in Lauf drei (Rang sechs), 54,6 Sekunden (handgestoppt), 54,84 Sekunden (automatisch gestoppt)

- Chun-Tsai Wu
  - Dreisprung

Qualifikationsrunde: 14,36 Meter, Rang 26, nicht für das Finale qualifiziert
Runde eins: ungültig
Runde zwei: 14,36 Meter
Runde drei: ungültig

- Yang Chuan-Kwang
  - Hochsprung

Qualifikationsrunde: 1,92 Meter, Rang sieben, für das Finale qualifiziert
1,70 Meter: gültig, kein Fehlversuch
1,78 Meter: ausgelassen
1,82 Meter: gültig, kein Fehlversuch
1,88 Meter: gültig, kein Fehlversuch
1,92 Meter: gültig, kein Fehlversuch
Finale: 1,86 Meter, Rang 20
1,80 Meter: ausgelassen
1,86 Meter: gültig, kein Fehlversuch
1,92 Meter: ungültig, drei Fehlversuche
  - Zehnkampf

Finale: 6521 Punkte, Rang acht
100 Meter Lauf: 834 Punkte, 11,2 Sekunden (handgestoppt), 11,29 Sekunden (automatisch gestoppt), Rang fünf
110 Meter Hürden: 813 Punkte, 15,0 Sekunden (handgestoppt), 15,20 Sekunden (automatisch gestoppt), Rang vier
400 Meter Lauf: 751 Punkte, 51,3 Sekunden (handgestoppt), 51,37 Sekunden (automatisch gestoppt), Rang elf
1500 Meter Lauf: 256 Punkte, 5:00,8 Minuten (handgestoppt), 5:00,97 Minuten (automatisch gestoppt), Rang zwölf
Diskuswurf: 469 Punkte, 33,92 Meter, Rang 13
Hochsprung: 976 Punkte, 1,95 Meter, Rang eins
Kugelstoßen: 544 Punkte, 11,56 Meter, Rang 13
Speerwurf: 685 Punkte, 57,88 Meter, Rang sieben
Stabhochsprung: 438 Punkte, 3,30 Meter, Rang elf
Weitsprung: 755 Punkte, 6,90 Meter, Rang vier

### Schießen
- Tao-Yan Wu
  - Kleinkaliber Dreistellungskampf

Finale: 1140 Punkte, Rang 22
Kniend: 382 Punkte, Rang 22
Liegend: 394 Punkte, Rang 22
Stehend: 364 Punkte, Rang 22
  - Kleinkaliber liegend

Finale: 595 Punkte, Rang 19
Runde eins: 98 Punkte, Rang 27
Runde zwei: 99 Punkte, Rang 24
Runde drei: 99 Punkte, Rang 23
Runde vier: 99 Punkte, Rang 23
Runde fünf: 100 Punkte, Rang neun
Runde sechs: 100 Punkte, Rang drei
  - Freies Gewehr Dreistellungskampf

Finale: 1025 Punkte, Rang 15
Kniend: 349 Punkte, Rang 15
Liegend: 370 Punkte, Rang 16
Stehend: 306 Punkte, Rang 14